# John Anderson (zoolog)
John Anderson (ur. 4 października 1833 w Edynburgu, zm. 15 sierpnia 1900 w Buxton) – brytyjski zoolog, podróżnik i lekarz.
Po studiach medycznych wyjechał w 1861 do Indii. W roku 1865 został pierwszym kuratorem Muzeum Indyjskiego w Kalkucie. Pełnił tę funkcję do roku 1887, kiedy to powrócił do Anglii. Jego następcą wybrano Jamesa Wood-Masona.
W roku 1867 Anderson wziął udział w wyprawie do Górnej Birmy i chińskiego Junnanu. Do tych krajów udał się jeszcze powtórnie. Już po powrocie do ojczyzny podróżował do Algierii i Egiptu. Wtedy to zgromadził bogatą kolekcję obiektów zoologicznych, która pomogła mu w napisaniu dzieła Zoology of Egypt. Inną znaną książką Andersona była Anatomical and Zoological Researches: Comprising an Account of the Zoological Results of the Two Expeditions to Western Yunnan in 1868 and 1875.
W 1879 roku został członkiem Royal Society.
Istnieją gatunki, których nazwy posiadają określniki, odnoszące się do jego imienia, np. Sacculina andersoni Giard, 1887, jeden z pasożytujących wąsonogów.